# Ratchet & Clank: Rift Apart
Ratchet & Clank: Rift Apart is een third-person shooter platformer dat is ontwikkeld door Insomniac Games en uitgegeven op 11 juni 2021 door Sony Interactive Entertainment voor de PlayStation 5. Het spel werd aangekondigd tijdens het PlayStation 5-onthullingsevenement in juni 2020.

## Plot
Het plot draait om Ratchet en Clank die werelden in meerdere dimensies doorkruisen om te voorkomen dat de kwaadaardige Dr. Nefarious gebruik maakt van de Dimensionator, een apparaat dat openingen naar andere dimensies kan maken. Het drietal wordt tijdens een worsteling getransporteerd naar een alternatief universum, waarna de Dimensionator explodeert. Clank mist door de explosie zijn rechterarm en wordt gered door Rivet. Dr. Nefarious wordt in deze dimensie aangezien voor keizer Nefarious. De doctor neemt in het geheim de keizerlijke identiteit aan en stuurt zijn volgelingen achter Ratchet, Clank en Rivet aan. Ondertussen bedenkt het drietal een plan om de Dimensionator te herbouwen, zodat ze naar hun eigen dimensie kunnen terugkeren.

## Gameplay
De game deelt veel gameplay-overeenkomsten met Ratchet & Clank uit 2016, en de andere spellen uit de serie. Het belangrijkste speelbare personage is Ratchet. Hij wordt vergezeld door zijn robotvriend en sidekick Clank, die op zijn rug wordt gehangen. Er zal ook een speelbare vrouwelijke ''Lombax'' zijn. De speler navigeert Ratchet door verschillende omgevingen in een groot aantal levels, waarin men verschillende vijanden verslaat met gevarieerde wapens en gadgets.
Dit zal de eerste game in de serie zijn die het concept introduceert van realtime reizen tussen verschillende gebieden, planeten en andere werelden binnen gameplay-scènes via een systeem van interdimensionale portalen. Om de speler deze functie te laten gebruiken, wordt een nieuwe monteur genaamd de Rift Tether geïntroduceerd in het arsenaal van Ratchet dat hem van de ene kant van het portaal naar de andere trekt, waardoor die reisfunctionaliteit met groot gemak wordt vergemakkelijkt. De game maakt gebruik van de Dualsense-controller, Tempest Engine en speciale ray tracing-hardware van de PlayStation 5 om geavanceerde haptische feedback, ruimtelijke 3D-audio en real-time ray-tracing-effecten te ondersteunen.
Het spel zal de terugkeer van planeten bevatten die in eerdere spellen zijn ontdekt, naast hun alternatieve tegenhangers, evenals nieuwe. Met de grotere verwerkingskracht en de opname van een aangepaste solid-state drive-opslag in de PlayStation 5, zal de game een grotere verscheidenheid aan vijanden, visuele effecten en objecten in gameplay-scènes bevatten. Bovendien zijn de evolutionaire verbeteringen in het game-ontwerp erop gericht de laadtijden aanzienlijk te verkorten bij het wisselen tussen werelden, wat een naadloze game-ervaring voor de speler mogelijk maakt. In een interview met Famitsu bevestigde Insomniac Games dat Ratchet & Clank: Rift Apart een optionele "prestatiemodus" ondersteunt waarmee spelers het spel kunnen spelen met een gereconstrueerde 4K-resolutie en 60 frames per seconde. De game biedt ook ondersteuning voor een hoog dynamisch bereik.

## Ontvangst
| Recensiescore             | Recensiescore |
| Recensieverzamelaar       | Score         |
| ------------------------- | ------------- |
| Metacritic                | 88%           |
| Publicist                 | Score         |
| Destructoid               | 9             |
| Electronic Gaming Monthly | 5/5           |
| Game Informer             | 9             |
| GameSpot                  | 9             |
| IGN                       | 9             |

Het spel ontving positieve recensies. Men prees het grafische gedeelte, de gameplay en de verhaallijn. Andere positieve punten waren het aanbod van inventieve wapens, goede besturing, stemacteurs en de muziek.